# (38032) 1998 QH43
1998 QH43 (asteroide 38032) é um asteroide da cintura principal. Possui uma excentricidade de 0.30249380 e uma inclinação de 3.33761º.
Este asteroide foi descoberto no dia 17 de agosto de 1998 por LINEAR em Socorro.